# Savigny, Haute-Savoie
Savigny är en kommun i departementet Haute-Savoie i regionen Auvergne-Rhône-Alpes i sydöstra Frankrike. Kommunen ligger i kantonen Saint-Julien-en-Genevois som tillhör arrondissementet Saint-Julien-en-Genevois. År 2022 hade Savigny 1 029 invånare.

## Befolkningsutveckling
Antalet invånare i kommunen Savigny
| Referens: INSEE |